# Igreja Nossa Senhora do Rosário (Andrelândia)
A Igreja Nossa Senhora do Rosário, contudo, pode-se crer que a sua ereção não aconteceu antes de 1817, data em que, por ordem de D. João VI, rei do Reino Unido de Portugal, Brasil e Algarves, que estava asilado no Rio de Janeiro, juntamente com a família real, fugindo às invasões napoleônicas na Europa, foi concedida a autorização para os escravos construírem a igreja. Portanto há muitas conjeturas sobre a época em que foi construída.
Além disso, o padre Ottoni Carlos deixou anotado que os documentos mais antigos da igreja do  Rosário, encontrados por ele, eram recibos datados de 1819, que atestavam a existência de muitos terrenos pertencentes à igreja. Embora o padre tivesse tentado, não conseguiu reaver tais posses.